# Zacisze gwiazd
Zacisze gwiazd – telewizyjny program rozrywkowy, który ukazywał domy aktorów oraz muzyków. W programie gwiazdy opowiadały rodzinne sagi, prezentowały pamiątki rodzinne, oglądały fotografie i dzieliły się różnymi tajemnicami. Prowadzącą, scenarzystką i pomysłodawczynią programu była Magdalena Pawlicka. Reżyserką Zacisza gwiazd była Joanna Makowska, a zdjęcia przygotowywał Andrzej J. Jaroszewicz oraz Zbigniew Wichłacz. Jesienią 2010 program był emitowany w każdą sobotę o godzinie 13:10 na antenie TVP1, dawniej w niedzielne poranki w TVP2. W 2012 roku program był emitowany w każdą niedzielę o 10:50. Od 2019 program jest powtarzany okazjonalnie przez Kino Polska Muzyka. W 2009 i 2010 roku odbyły się koncerty "Zacisza gwiazd". W 2012 roku po roku przerwy program został na krótko wznowiony. Wyemitowano łącznie 124 odcinków programu. Program oglądało nawet trzy miliony widzów.

## Goście
- Ewa Złotowska i Marek Frąckowiak
- Jacek Rozenek
- Krystyna Tkacz
- Halina Rowicka i Krzysztof Kalczyński
- Ewa Błaszczyk
- Dorota Landowska i Mariusz Bonaszewski
- Monika Brodka
- rodzina Cugowskich: Krzysztof, Wojciech i Piotr
- Ewa Dałkowska
- Justyna Sieńczyłło
- Iwan Komarenko
- Krzysztof Krawczyk
- Małgorzata Ostrowska – piosenkarka z synem
- rodzina Markowskich: Patrycja i Grzegorz
- Anna Milewska-Zawada
- Halina Mlynkova
- Jan Nowicki
- Beata Pawlikowska
- Jan Pietrzak
- Mariusz Pudzianowski
- Maryla Rodowicz
- Ryszard Rynkowski
- Andrzej Sikorowski
- rodzina Schejbalów: Jerzy, Grażyna, Magdalena i Katarzyna
- Katarzyna Skrzynecka
- Ewa Szykulska
- Henryk Talar
- Bonnie Tyler
- Don Wasyl
- Szymon Wydra
- Jacek Wójcicki
- Jacek Zieliński
- Maria Pakulnis i Krzysztof Zaleski
- Katarzyna Pakosińska
- Laura Łącz
- Sylwester Maciejewski
- Mariusz Jakus
- Katarzyna Gniewkowska
- Małgorzata Rozenek